# Remmo-Clan
Der Remmo-Clan (auch Rammo-Clan, Arabisch: بيت رمّو) ist eine vor allem in Deutschland ansässige arabischstämmige Großfamilie, die teilweise der Clan-Kriminalität zugerechnet und mit schweren Straftaten in Verbindung gebracht wird.

## Herkunft und Clanstruktur
Die zur arabischen Volksgruppe der Mhallami zählende Großfamilie Remmo stammt ursprünglich aus der Provinz Mardin im Südosten der heutigen Türkei (Südostanatolien), nahe der Grenze zu Syrien. Von dort wanderten die Mhallami ab den 1930er Jahren aus wirtschaftlichen Gründen zunächst in den Libanon aus, wo sie jedoch nur als Staatenlose geduldet waren und am untersten Rand der Gesellschaft lebten. Während des Libanesischen Bürgerkrieges migrierten Teile der Familie in den 1980er Jahren über die DDR nach West-Berlin.
Die Großfamilie setzt sich aus 13 Einzelfamilien mit rund 500 bis 1000 Angehörigen zusammen (Stand 2020). Wegen der Verbreitung des Namens im arabischen Raum lässt sich nicht automatisch auf eine Clanzugehörigkeit von Namensträgern schließen. Dennoch lassen sich Mitglieder der Gruppe teilweise der Clan-Kriminalität zurechnen. Behörden bringen den kriminellen Teil der Familie mit Delikten wie schweren Gewalt- bzw. Körperverletzungsdelikten, Schutzgelderpressung, Raub, Drogenhandel, Geldwäsche, Hehlerei, Diebstahl, illegalem Waffenbesitz und illegalem Waffenhandel sowie Mord in Verbindung.
Im Jahr 2017 rechnete ein Staatsanwalt dem Clan über 1000 Straftaten zu – vor allem Einbrüche und Diebstähle – mit einer Schadenssumme von über 28 Millionen Euro.

## Aufsehenerregende Straftaten

### Mord im Jahr 1992
Zwei Familienmitglieder erschossen im Jahr 1992 in Schöneberg einen Gastronomen aus dem früheren Jugoslawien. Einen anderen Mann verletzten sie schwer. Daraufhin durchsuchten Beamte die Wohnung und fanden Heroin und libanesische Blanko-Geburtsurkunden.

### Tödlicher Verkehrsunfall mit Fahrerflucht im Jahr 2008
Im Oktober 2008 überfuhr ein damals als Intensivtäter geltender 19-jähriger Clan-Angehöriger am Potsdamer Platz bei Verstoß gegen mehrere Verkehrsregeln einen Passanten, verletzte ihn tödlich und beging anschließend Fahrerflucht. Zwei Monate später brach er mit seinem Bruder in eine Drogerie ein. Bei der anschließenden Flucht vor der Polizei prallte das Duo mit einem nicht auf sie angemeldeten Pkw gegen einen Baum und kam hierbei zu Tode.

### Sparkasseneinbruch in Mariendorf im Jahr 2014
Im Oktober 2014 brach ein Familienmitglied mit mehreren Komplizen in eine Sparkasse in Berlin-Mariendorf ein. Um etwaige Beweismittel zu beseitigen, setzten die Einbrecher die Filiale in Brand. Dadurch kam es zu einer Explosion, wobei sich das Clan-Mitglied verletzte, so dass seine DNA-Spuren am Tatort gesichert werden konnten. International per Haftbefehl gesucht, konnte der Mann im Januar 2015 in Rom festgenommen und nach Deutschland überstellt werden. Noch im selben Jahr wurde er zu acht Jahren Haft verurteilt. Seit Dezember 2017 ist er im offenen Vollzug. Sowohl die bei dem Einbruch beteiligten Komplizen als auch die gestohlenen Wertsachen im Wert von 9,16 Millionen Euro konnten (Stand: Oktober 2015) nicht ermittelt werden.

### Geldwäsche
Nach Ermittlung des Landeskriminalamtes Berlin verfügt der Clan (Stand: 2018) über ein Netzwerk von Strohmännern in Beirut, Tripoli und Berlin, um auf professionelle Weise seine kriminellen Einkünfte in legale Geschäfte zu investieren.

### Einbruchdiebstahl ins Bode-Museum im Jahr 2017
Wegen Einbruchs in das Bode-Museum wurde im Oktober 2018 von der Jugendkammer des Berliner Landgerichts Anklage gegen drei Clan-Mitglieder erhoben. Sie wurden angeklagt, am 27. März 2017 eine 100 Kilogramm schwere Goldmünze (Big Maple Leaf) im Wert von 3,75 Millionen Euro gestohlen zu haben. Im Zuge des Ermittlungsverfahrens wurden Telefone der Verdächtigen überwacht sowie eine Durchsuchungsanordnung vollzogen, bei der u. a. scharfe Schusswaffen sichergestellt wurden. Als vierter Täter wurde ein Informant angeklagt, der als Wachmann für das dort tätige Sicherheitsunternehmen eingesetzt war. Die beiden Remmo-Brüder Wayci und Ahmed und deren Cousin Wissam waren bereits wegen verschiedener Delikte vorbelastet, unter anderem wegen Diebstahls, Hausfriedensbruchs und Betrugs. Im November 2019 – also während des laufenden Prozesses – wurde Wissam Remmo vom Amtsgericht Erlangen zu einer Freiheitsstrafe von zwei Jahren und sechs Monaten wegen des Diebstahls von Hydraulik-Scheren, wie sie von Kriminellen für das Aufbrechen von Geldtransportern oder -automaten verwendet werden, verurteilt.
Am 20. Februar 2020 wurden Wissam und Ahmed Remmo vom Landgericht Berlin im Münzdiebstahl schuldig gesprochen und jeweils zu viereinhalb Jahren Haft verurteilt. Der ehemalige Wachmann Denis W., der zusammen mit Ahmed Remmo in die Schule gegangen war, erhielt eine Freiheitsstrafe von drei Jahren und vier Monaten. Die Urteile erlangten im selben Jahr Rechtskraft. Ahmed Remmo ging in Revision und blieb damit zunächst auf freiem Fuß. Im Juli 2021 wies der Bundesgerichtshof die Revision ab; einen Monat später wurde Ahmed Remmo inhaftiert.
Das Gericht hat neben der Haftstrafe auch die Einziehung von insgesamt 3,4 Millionen Euro bei den Verurteilten angeordnet. Goldspuren und Goldspäne in Wohnungen, Fahrzeugen und an Kleidung der Täter waren wichtige Indizien bei der Überführung. Das Gericht geht von noch mindestens zwei weiteren Tätern aus; eine Tatbeteiligung von Wayci Remmo konnte nicht nachgewiesen werden.

### Dresdner Juwelendiebstahl im Jahr 2019
Im Zuge von Ermittlungen zum Dresdner Juwelendiebstahl wurden bei einer Razzia mit über 1600 Polizisten im November 2020 drei Clanmitglieder festgenommen; die Zwillingsbrüder Abdul Majed und Mohamed Remmo wurden zur internationalen Fahndung ausgeschrieben. Sie sollen im November 2019 in das Grüne Gewölbe in Dresden eingebrochen sein und Kunstobjekte und 21 Schmuckstücke mit insgesamt 4300 Diamanten im Versicherungswert von mindestens 113,8 Millionen Euro gestohlen haben. Im Dezember 2020 und Mai 2021 wurden schließlich beide Zwillingsbrüder in Berlin gefasst. Im August 2021 wurde mit Ahmed Remmo der sechste Tatverdächtige festgenommen. Ahmed Remmo war bereits wegen des im März 2017 geschehenen Einbruchsdiebstahls ins Bode-Museum im Oktober 2018 angeklagt und im Jahr 2020 zu einer vierjährigen Haftstrafe verurteilt worden. Er ging jedoch in Revision und blieb damit auf freiem Fuß. Die eingereichte Revision wurde vom Bundesgerichtshof im Juli 2021 abgewiesen. Im September 2021 erhob die Staatsanwaltschaft Dresden Anklage gegen die sechs Tatverdächtigen. Die Behörde wirft den Angeklagten, die alle die deutsche Staatsbürgerschaft besitzen, schweren Bandendiebstahl, Brandstiftung und besonders schwere Brandstiftung vor. Gesichert wurden bei der Ermittlungsarbeit am Dresdner Residenzschloss DNA-Spuren, die sich vier Mitgliedern der Remmo-Familie zuordnen lassen.
Im Dezember 2022 übergaben Mitglieder der Familie Remmo den Großteil des aus dem Grünen Gewölbe gestohlenen Sachsenschatzes über ihre Anwälte an die Polizei Sachsen. Der Übergabe waren umfassende Verhandlungen mit den Anwälten der Angeklagten vorausgegangen. Jedoch sind Teile des zurückgegebenen Schatzes in deformiertem, zerkratztem, rostigem, zerbrochenem und unvollständigem Zustand übergeben worden. Den Gesamtschaden beziffert eine Sachverständige auf grob geschätzt etwa 22 bis 25 Millionen Euro. Im Januar 2023 erklärten sich die Angeklagten Rabieh Remo sowie Wissam und Bashir Remmo bereit, ein umfassendes und überprüfbares Geständnis abzulegen. Im Gegenzug boten die Richter den genannten Angeklagten eine auf 5 bis 6¾ Jahre begrenzte Freiheitsstrafe an. Ihre Geständnisse sowie Erklärungen zum Tathergang gaben sie noch im selben Monat ab. Im Mai 2023 wurden Wissam Remmo, Rabieh Remo, Bashir Remmo, Abdul Majed Remmo und Mohamed Remmo wegen des Dresdner Juwelendiebstahls (Diebstahls mit Waffen, besonders schwerer Brandstiftung und schwerer Körperverletzung) schuldig gesprochen und zu Freiheitsstrafen zwischen vier Jahren und vier Monaten sowie sechs Jahren und drei Monaten verurteilt. Ahmed Remmo wurde, weil er ein Alibi hatte, freigesprochen.
Der Freistaat Sachsen musste rund 3,8 Millionen Euro Prozesskosten für 12 Pflichtverteidiger der sechs Angeklagten bezahlen. Darin sind rund 240.100 Euro für die Verteidigung der Remmos bei einem Schadenersatz-Prozess gegen den Clan enthalten.
Zwei der wegen des Diebstahls verurteilten Clan-Mitglieder traten ihren im August 2024 vorgesehenen Haftantritt im offenen Vollzug nicht an.

### Straftaten zulasten der Nachbarschaft
Nach mehreren Jahren Belästigung und über 200 von Nachbarn polizeilich gemeldeten Vorfällen wurde ein mehrfach vorbestraftes Clanmitglied im Januar 2021 wegen Sachbeschädigung und Nötigung zu einer Geldstrafe von 200 Tagessätzen à zehn Euro verurteilt.

### Überfall auf Geldtransporter im Jahr 2021
Im März 2021 wurde ein Mitglied des Remmo-Clans einen Monat nach einem bewaffneten Raubüberfall, bei dem im Februar 2021 laut damaligen Zeitungsberichten mindestens vier Täter etwa eine Million Euro von einem Geldtransporter auf dem Kurfürstendamm gestohlen hatten, festgenommen. Der Festgenommene hatte zuvor bereits unter anderem wegen Diebstahls, Bedrohung, Sachbeschädigung und Fahrens ohne Führerschein im Gefängnis gesessen. Eine weitere einjährige Haft ohne Bewährung hatte er bei seiner Festnahme noch nicht angetreten: Anfang Februar 2021 war er mit dem Auto auf einen Polizisten zugerast, anschließend geflohen und war daraufhin wegen gefährlichen Eingriffs in den Straßenverkehr und illegalen Autorennens verurteilt worden. Nachdem der Festgenommene im September 2021 ein Geständnis abgelegt hatte, wurde er noch im selben Monat wegen des schweren Raubs und einer Körperverletzung zu einer Freiheitsstrafe von sieben Jahren verurteilt. Die Freilassung erfolgte bereits Anfang Februar 2023, da kein Platz frei war für seinen Kokain-Entzug im Maßregelvollzug. Zu vier nicht ermittelten Komplizen gab er den Strafermittlungsbehörden keine Auskunft. Neben der Freiheitsstrafe ordnete das Gericht die Einziehung der ermittelten Tatbeute im Wert von rund 650.000 Euro und nach eineinhalb Jahren die Unterbringung in einer Drogenentzugseinrichtung an.
Wehrlose Polizistin brutal verprügelt
Im Juni 2025 erregte ein weiterer Fall mit Beteiligung eines Clan-Mitglieds bundesweit Aufsehen und Kritik. Nemer Remmo, Sohn aus dem Kernbereich der Familie, wurde vom Amtsgericht Berlin-Tiergarten wegen eines äußerst brutalen Angriffs auf eine Polizeibeamtin lediglich zu zehn Monaten Jugendstrafe auf Bewährung verurteilt. In der Silvesternacht 2023/24 war seine 15-jährige Schwester beim Versuch, einen herannahenden Mannschaftswagen der Polizei mit Blaulicht und Martinshorn zu filmen, unachtsam auf die Straße gelaufen und schwer verletzt worden.
Während andere Familienmitglieder sich um das verletzte Mädchen kümmerten, riss Nemer Remmo – ein über 150 Kilogramm schwerer Kraftsportler – die Tür des Polizeifahrzeugs auf und prügelte mit voller Wucht auf Kopf und Gesicht der angeschnallten und wehrlosen 24-jährige Fahrerin ein. Die Beamtin erlitt erhebliche Kopfverletzungen, war zwei Monate dienstunfähig und leidet bis heute unter psychischen Folgen.
Der Fall löste insbesondere innerhalb der Polizei Empörung aus. Die milde Strafe – trotz des gewalttätigen Vorgehens, mehrfacher Vorstrafen und der Zugehörigkeit zu einer hochkriminellen Großfamilie – wurde als fatales Signal an Täter und als Rückschlag im Kampf gegen die Clan-Kriminalität gewertet. Die Berliner Gewerkschaft der Polizei sprach von einem „Schlag ins Gesicht“ für die gesamte Polizeibehörde und kritisierte eine „Justiz, die sich erneut als furchtbar schwach“ erwiesen habe.

## Strafverfolgung

### Razzien und Beschlagnahme von Vermögenswerten 2018
Am 13. Juli 2018 durchsuchten Polizeibeamte in Berlin und Brandenburg 77 Immobilien. Vorläufig von der Berliner Staatsanwaltschaft beschlagnahmt wurden Grundschuldbriefe und Grundstücke im Wert von über 9,3 Millionen Euro, darunter eine 6000 m² große Kleingartenanlage, die Angehörigen der Familie Remmo gehören.
Am 27. August 2018 fand eine weitere Razzia wegen des dringenden Verdachts auf organisierten Drogenhandel in Kooperation mit der Großfamilie Al-Zein statt. Dabei wurden neben der Durchsuchung von fünf Immobilien Haftbefehle gegen zwei Brüder aus dem Clan vollstreckt. Beschlagnahmt wurden ein Mercedes-AMG, ein Porsche Panamera und ein Kia-SUV. Außerdem wurden zwei Kilogramm Cannabis sowie Munition sichergestellt.

### Razzien und Beschlagnahme von Vermögenswerten 2021

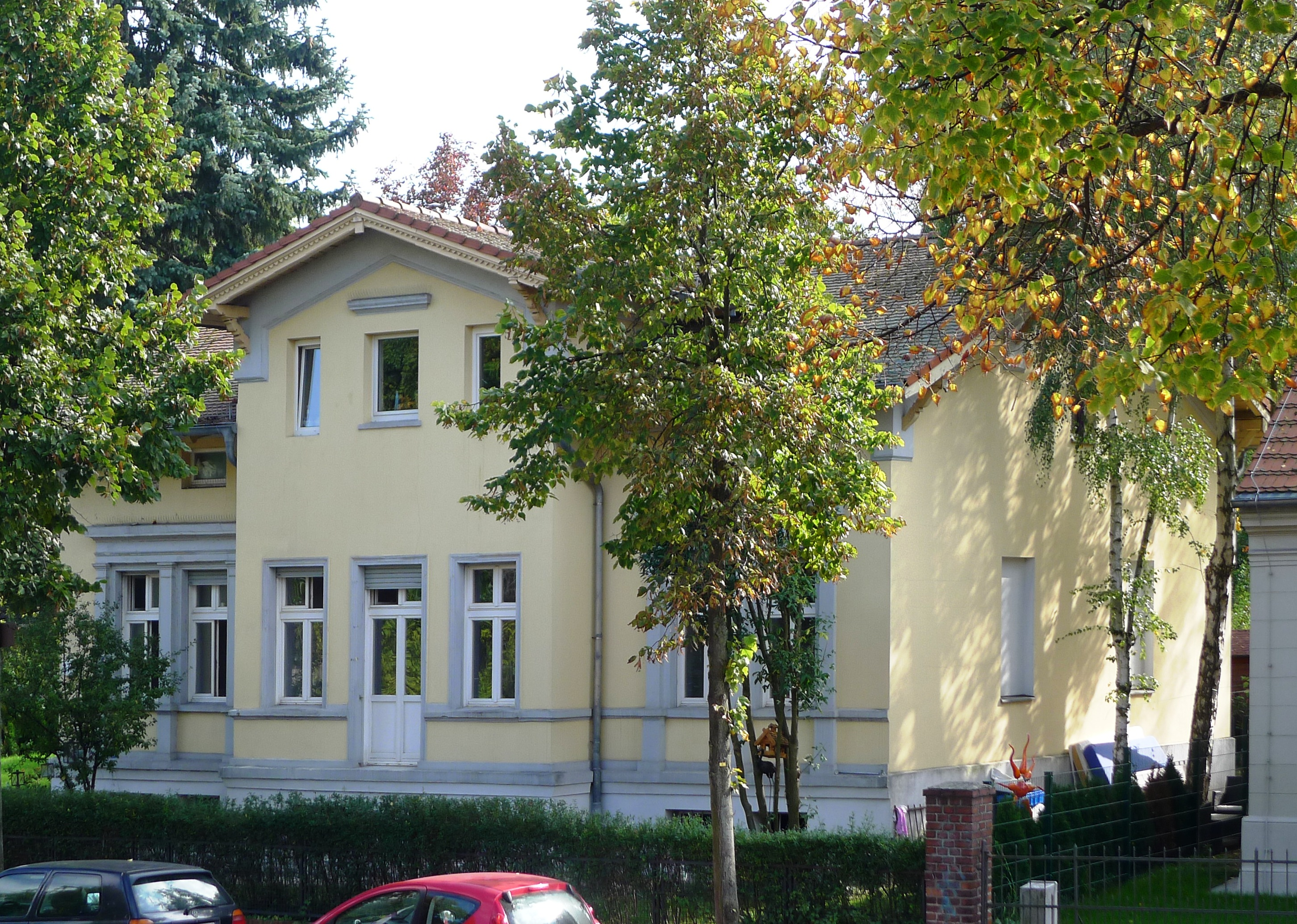
Villa in Alt-Buckow

Im Februar 2021 durchsuchten die Landeskriminalämter von Berlin und Brandenburg mit rund 500 Beamten unter Beteiligung von Spezialeinsatzkommandos (darunter die GSG 9 der Bundespolizei) mehr als 20 Gebäude in Berlin und Brandenburg wegen des Verdachtes von Gesetzesverstößen, darunter gegen das Kriegswaffenkontrollgesetz, wegen Drogenhandels großer Mengen und Körperverletzung. Im Rahmen der strafrechtlichen Vermögensabschöpfung wurden Vermögenswerte von 300.000 Euro eingezogen. Bei der Razzia wurden außerdem zwei Mitglieder des Clans verhaftet; darunter ein Intensivstraftäter, der als abgelehnter Asylbewerber mit 16. Duldung in Berlin lebt, da dessen Abschiebungen in den Libanon von diesem Staat abgelehnt werden. Die Ermittlungen, die in der Razzia kulminierten, folgten zum einen auf von französischen Strafverfolgungsbehörden geknackten Krypto-Handys von Encrochat, zum anderen auf tätliche Auseinandersetzungen im Jahr 2020 zwischen Mitgliedern des Remmo-Clans und einer tschetschenischen Bande. Im August 2021 kündigte das Bezirksamt Neukölln dem Clan die von ihm genutzte Villa in Alt-Buckow 37. Im November durchsuchte die Polizei das Haus mit dem Verdacht, der Mietvertrag sei gefälscht. Im April 2023 entschied das Amtsgericht Neukölln in einem seit Januar 2024 rechtskräftigen Urteil, dass die Villa von den Remmos geräumt werden muss. Zudem habe die Familie dem Bezirk 6800 Euro plus Zinsen für offene Mieten zu zahlen. Die Villa gehört zu den 77 Immobilien, die von der Staatsanwaltschaft Berlin im Jahr 2018 beschlagnahmt worden waren. Im März 2024 wurde die Villa Alt-Buckow durch Einsatzkräfte der Polizei geräumt, nachdem der Clan die Villa bereits verlassen hatte. Der Remmo-Clan hinterließ die Villa nach Angaben des Bezirks in einem „desolaten Zustand“.

## Geschäftsbeziehungen zu Rappern
Der Clan unterhält geschäftliche Beziehungen zu Rappern. So agierte das Familienmitglied Ashraf Remmo längere Zeit als Manager des Rap-Künstlers Massiv. Im August 2018 galt er auch als Geschäftspartner von Bushido, der den ihn zuvor unterstützenden Abou-Chaker-Clan im Streit verlassen hatte. Ein Schusswaffen-Angriff auf den Imbiss des Oberhaupts des Abou-Chaker-Clans wurde von Beobachtern in Zusammenhang mit diesem Streit gebracht. Weiterhin ist der Remmo-Clan (Stand 2020) im Sicherheitsmanagement für den Rapper Capital Bra tätig.

## Reportagen
- Arabische Clans in Berlin. Spiegel TV, 11. Dezember 2016, 53:20 Min.
- Die Immobiliengeschäfte arabischer Clans. Dokumentarfilm, Deutschland, 2018, 27:34 Min., Produktion: Spiegel TV, Internetpublikation: 24. September 2018
- „Meine Familie und meine Eier sind das Gleiche“ – Innenansichten einer arabischen Großfamilie. Die Familie Rammo ist eine der mächtigsten arabischen Großfamilien Berlins. In: Spiegel TV Magazin, Deutschland 2018, zwei Folgen, Erstausstrahlungen am 17. und 24. September 2018 bei RTL
- Spiegel TV: Clan-Mitglied terrorisiert Nachbarn: Streit in Berlin-Spandau auf YouTube, 18. Mai 2019. 19:41 Min.
- Spiegel TV: Arabischer Clan: Wissam Remmo vor Gericht auf YouTube, 3. Dezember 2019. 4:47 Min.
- Spiegel TV: Geklaute Goldmünze: Haftstrafen für Clan-Mitglieder auf YouTube, 26. Februar 2020. 7:16 Min.
- Die Macht der Clans. Zweiteiliger Dokumentarfilm. Spiegel TV, 6. Oktober 2020, 44:14 Min.
- Spiegel TV: Die Macht der Clans: Alte Bekannte auf YouTube, 20. Oktober 2020. 14:32 Min.
- Spiegel TV: Clans auf Beutezug: Der Geldtransporter-Überfall auf YouTube, 20. Oktober 2021. 8:18 Min.
- Spiegel TV: Clans auf Beutezug: Raub der Goldmünze auf YouTube, 21. Oktober 2021. 8:31 Min.
- Spiegel TV: Im Verhör: Die Großfamilie Rammo auf YouTube, 27. November 2021. 58:22 Min.
- Spiegel TV: Eine kriminelle Dynastie, 6. Juni 2023, 60:37 Min.
- MDR Investigativ: Ein Clan vor Gericht - Der Grüne-Gewölbe-Prozess auf YouTube, 6. Juni 2022 (Laufzeit: 30:00).